# Flora of China
Flora of China (ще FoC або ж eFloras) — онлайнова база даних, присвячена флорі Китаю.
База даних з’явилася в результаті міжнародної колаборації для опису рослинного світу на території КНР, який налічує 12% світової флори. Авторами є 150 китайських та більше 500 закордонних ботаніків. Має друковану версію. 